# Карл II Клевский
Карл II (Charles II de Clèves) (ум. 17.08.1521 в Париже) — граф Невера с 1506, граф Ретеля по правам жены.
Родился не ранее 1490 года. Сын Энгельберта де Ла Марка, графа Невера в 1491—1506, который, в свою очередь, был сыном герцога Клеве Иоганна I и его жены графини Невера Елизаветы.
В 1504 году женился на Марии д’Альбре (1491—1549), графине Ретеля, дочери Жана д’Альбре и Шарлотты де Ретель.
Сын:
- Франсуа I (1516—1561), герцог Клеве, граф, затем герцог Невера, граф Оксера, Э, Ретеля и Бофора.

Одновременно с Карлом его младший брат Людовик Клевский был помолвлен с Еленой д’Альбре (1495—1519) — сестрой Марии. Эти два брака должны были положить конец многолетней тяжбе домов Клеве и д’Альбре за обладание графствами Невер, Ретель и баронией Дузи. Однако по какой-то причине свадьба Людовика и Елены не состоялась, а в 1519 году та умерла. Поэтому в 1525 году Мария д’Альбре была вынуждена передать графство Ретель, сеньории Дузи, Сен-Веран и Розуа другой своей сестре — Шарлотте и её мужу Оде де Фуа. Их дочь Клод умерла в 1554 году бездетной, и графство Ретель перешло к Франсуа I Клевскому — её двоюродному брату.
О смерти Карла Клевского говорится, что находясь при королевском дворе, он участвовал в дворцовых интригах, был заключен в тюрьму Лувра, и умер от болезни 17 августа 1521 года. Ему наследовал единственный сын, до совершеннолетия находившийся под опекой матери.